# Cité lumineuse
La cité lumineuse est un bâtiment d'habitation construit dans les années 1950 à Bordeaux dans le quartier Bacalan à proximité de la Garonne.

## Présentation
La construction de la cité fait partie d'un vaste programme de construction lancé sous l'égide de Jacques Chaban-Delmas afin de contrer les problèmes de logement que connaît la ville. 
Le projet de la cité lumineuse est caractérisé par la taille du bâtiment (15 étages pour 360 logements) et la façade incurvée destinée à maximiser l'ensoleillement des logements. Les premiers habitants rejoignent la cité lumineuse en 1960.
En 1994-1995, la décision est prise de détruire l'immeuble, malgré des voix s'élevant contre le projet dont celles de Frédéric Druot ou des futurs lauréats du Prix Pritzker 2021 : Lacaton et Vassal,.
L'immeuble est détruit durant les années 1996-1997.
Hervé Le Corre fait de la cité où il a vécu enfant le décor de son roman Les Effarés.